# Ганіткевич Марія Йосипівна
Ганіткевич Марія Йосипівна — професор, доктор фармакологічних наук, дійсний член Наукового товариства ім. Шевченка (1995).

## Біографія
Марія Йосипівна народилася 28 січня 1929 року в місті Сокаль Львівської області. 1946 року закінчила Сокальську середню школу (до 1945 року це була Сокальська гімназія.
У 1951 р. закінчила фармацевтичний факультет Львівського медичного інституту. У 1951—1955 рр. — провізор аптек Гродненської області Білорусі. 1955—1958 рр. — аспірант кафедри фармацевтичної хімії Львівського медичного інституту. У 1959 р. захистила кандидатську дисертацію, а в 1988 р. — докторську дисертацію. У 1959—1963 рр. — асистент кафедри біохімії Львівського медичного інституту. У 1963—2004 рр. працювала у Львівській політехніці на посадах асистента, доцента та професора.
Наукова діяльність Марії Ганіткевич направлена на синтез біологічно активних речовин (серед 276 синтезованих нових продуктів є речовини з антимікробною активністю, стимулятори росту рослин тощо).
З 1991 року професор М. Ганіткевич працювала над формуванням і внормуванням української науково-технічної термінології. У її термінологічному доробку — «Російсько-український словник з хімії та хімічної термінології» (17 тис. термінів, Львів, 1993), Російсько-український словник термінів і зворотів з технології нафти" (12 тис. термінів, Львів, 1998), «Російсько-український словник з інженерних технологій» (40 тис. термінів, Львів, 2005—2006), а також 30 праць з науково-технічної термінології.
Марія Ганіткевич — автор більше 90 наукових праць, мала шість авторських свідоцтв на винаходи.
М. Ганіткевич — дійсний член Наукового товариства ім. Т. Шевченка, входила в склад редколегії Вісника Національного університету «Львівська політехніка» «Проблеми української термінології».